# Sceloporus woodi
Sceloporus woodi là một loài thằn lằn trong họ Phrynosomatidae. Loài này được Stejneger mô tả khoa học đầu tiên năm 1918.

## Hình ảnh

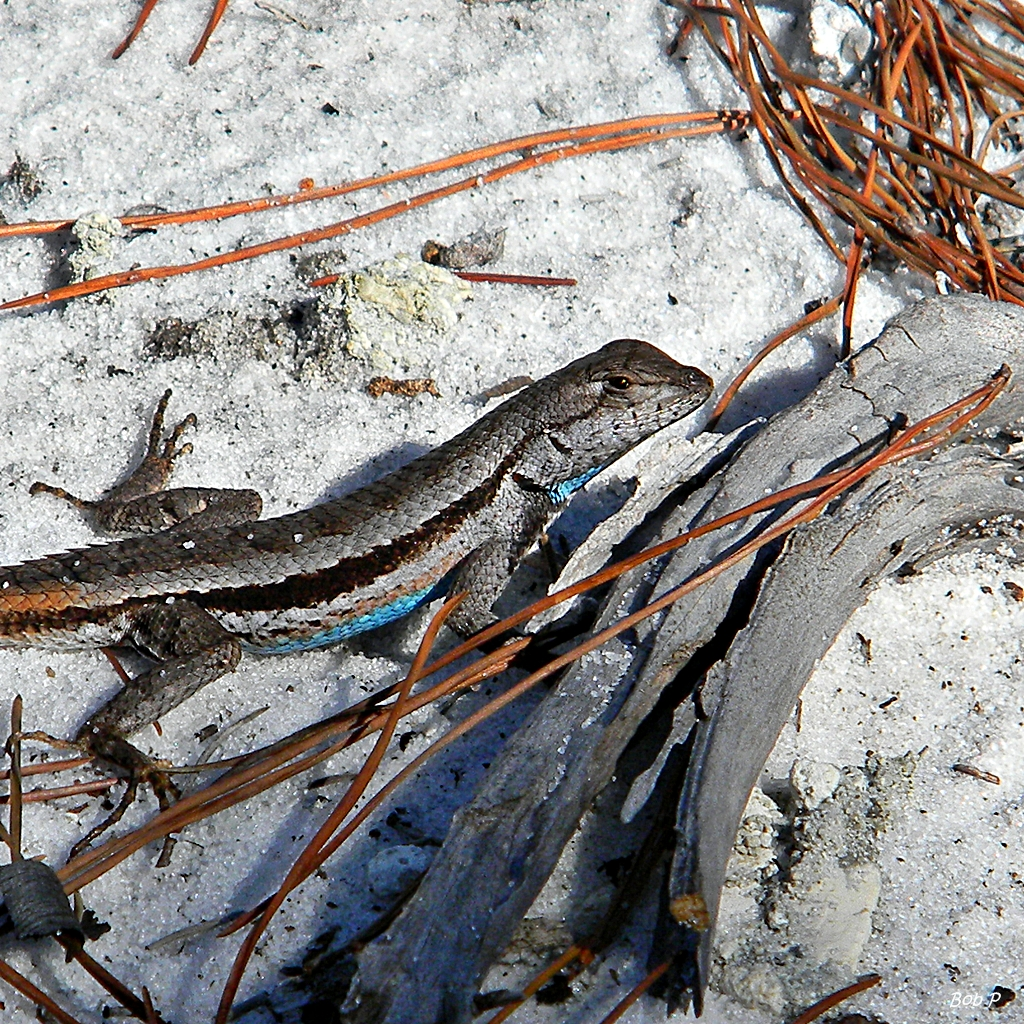